# Antonio Labacco
Antonio Labacco (Vercelli, 1495 – Roma, 1570) è stato un architetto italiano anche noto come dell'Abacco, L'Abacco, Labàco, Abbaco e Abacco.

## Biografia
Forse figlio dell'architetto Giovanni Maria, dal 1507 fu collaboratore di Antonio da Sangallo il Giovane nella fabbrica di San Pietro, a Roma; nel 1526, nelle opere di fortificazioni delle città di Parma e di Piacenza e, nel 1532, nell'edificazione della Cittadella di Ancona. Forse autore del portale di Palazzo Sciarra Colonna di Carbognano, a Roma, è attestato aver lavorato nel 1567 in San Giovanni in Laterano e nel vicino Battistero. Su disegno di Antonio da Sangallo, costruì un modello in legno della Basilica di San Pietro - oggi conservato nei Musei Vaticani - citato da Vasari che loda il Labacco come «molto intendente nelle cose d'architettura, come ne dimostra il suo libro stampato de le cose di Roma, che è bellissimo»: si tratta del Libro appartenente a l'architettura nel qual si figurano alcune notabili antiquità di Roma, edito a Roma nel 1552 e che ebbe numerose riedizioni, nel quale disegnò antichi edifici romani, dal quale il figlio Mario trasse le incisioni.